# Mullmalm
Mullmalm är järnmalmer av lös, mullartad konsistens, kända från ett flertal gruvfält i mellersta Sverige som Mossgruvan, Stollbergs gruva, Taberg och Basttjärn, men även i Norrland, bland annat i Masugnsbyn.
Mullmalmer är vittringsprodukter av vanlig svartmalm, osakade av prekvartär vittring, vilken lokalt, bland annat genom närvaron av förkastningssprickor, varit särskilt djupgående, och därför de vittrade delarna av berggrunden inte förts bort av inlandsisen.
Mullmalmens typ av mineral är järnspat och järnhydrat. Dessutom ingår i regel martinit, kaolin och kalcedon. 